# Mistrovství světa v jízdě na saních 2015
Mistrovství světa v jízdě na saních 2015 se konalo ve dnech 14. a 15. února v Siguldě v Lotyšsku.

## Výsledky
| Disciplína       | Zlato                                                                 | Stříbro                                                                     | Bronz                                                           |
| Muži jednotlivci | Rusko Semjon Pavličenko                                               | Německo Felix Loch                                                          | Rakousko Wolfgang Kindl                                         |
| Ženy jednotlivci | Německo Natalie Geisenbergerová                                       | Rusko Taťjana Ivanovová                                                     | Německo Tatjana Hüfnerová                                       |
| Dvojice muži     | Německo Tobias Wendl Tobias Arlt                                      | Rakousko Peter Penz Georg Fischler                                          | Itálie Christian Oberstolz Patrick Gruber                       |
| Smíšená družstva | Německo Natalie Geisenbergerová Felix Loch Tobias Wendl / Tobias Arlt | Rusko Taťjana Ivanovová Semjon Pavličenko Andrej Bogdanov / Andrej Medveděv | Kanada Alex Goughová Samuel Edney Tristan Walker / Justin Snith |

## Medailové pořadí
| Pořadí | Země     | Zlato | Stříbro | Bronz | Celkem |
| ------ | -------- | ----- | ------- | ----- | ------ |
| 1      | Německo  | 3     | 1       | 1     | 5      |
| 2      | Rusko    | 1     | 2       | 0     | 3      |
| 3      | Rakousko | 0     | 1       | 1     | 2      |
| 4      | Kanada   | 0     | 0       | 1     | 1      |
| 4      | Itálie   | 0     | 0       | 1     | 1      |
| Celkem | Celkem   | 4     | 4       | 4     | 12     |